# Ranburne (Alabama)
Ranburne es un pueblo ubicado en el condado de Cleburne en el estado estadounidense de Alabama. En el censo de 2000, su población era de 459.

## Demografía
En el 2000 la renta per cápita promedia del hogar era de $ 31.979$, y el ingreso promedio para una familia era de 40.250$. El ingreso per cápita para la localidad era de 19.708$. Los hombres tenían un ingreso per cápita de 29.167$ contra 20.000$ para las mujeres.

## Geografía
Ranburne está situado en 33°31′31″N 85°20′36″O / 33.52528, -85.34333 (33.525372, -85.343257).
Según la Oficina del Censo de los EE. UU., la ciudad tiene un área total de 1.58 millas cuadradas (4.10 km²).